# Phanerogame
Als Phanerogame (griech. phanerós = „sichtbar (gemacht)“ und gamós = „Ehe; Befruchtung“), Siphonogame oder Blütenpflanze bezeichnet man eine Pflanze, deren sexuelle Fortpflanzung mit Staub- und Fruchtblättern stattfindet und deren Ausbreitung somit über Samen erfolgt.
Es handelt sich um die Nacktsamer (Gymnospermen) und Bedecktsamer (Angiospermen).
Es ist das Antonym zu Kryptogame.